# Емельяновка (Тверская область)
Емельяновка  — деревня в Кимрском районе Тверской области. Входит в состав Фёдоровского сельского поселения.

## География
Находится в юго-восточной части Тверской области на расстоянии приблизительно 3 км на юго-запад по прямой от районного центра города Кимры в левобережной части района.

## История
В 1628 году упоминалась пустошь Омельяново. В 1780-х годах деревня отмечалась как бывшее владение тверского Отроча монастыря. В 1859 году здесь (деревня Корчевского уезда Тверской губернии) было учтено 8 дворов. В 1887 году имела 14 дворов.

## Население
Численность населения: 68 человек (1859 год), 62 (1887), 4 (русские 100 %) в 2002 году, 6 в 2010.